# Tuczępy (gromada w powiecie staszowskim)
Tuczępy – dawna gromada, czyli najmniejsza jednostka podziału terytorialnego Polskiej Rzeczypospolitej Ludowej w latach 1954–1972.
Gromady, z gromadzkimi radami narodowymi (GRN) jako organami władzy najniższego stopnia na wsi, funkcjonowały od reformy reorganizującej administrację wiejską przeprowadzonej jesienią 1954 do momentu ich zniesienia z dniem 1 stycznia 1973, tym samym wypierając organizację gminną w latach 1954–1972.
Gromadę Tuczępy z siedzibą GRN w Tuczępach utworzono – jako jedną z 8759 gromad na obszarze Polski – w powiecie buskim w woj. kieleckim, na mocy uchwały nr 13a/54 WRN w Kielcach z dnia 29 września 1954. W skład jednostki weszły obszary dotychczasowych gromad Tuczępy, Podlesie, Grzymała, Sieczków, Góra i Nieciesławice ze zniesionej gminy Tuczępy w tymże powiecie. Dla gromady ustalono 23 członków gromadzkiej rady narodowej.
31 grudnia 1959 do gromady Tuczępy przyłączono wsie Jarosławice i Januszkowice ze zniesionej gromady Niziny w tymże powiecie.
1 stycznia 1969 gromadę Tuczępy włączono do powiatu staszowskiego w tymże województwie, gdzie równocześnie przyłączono do niej obszar zniesionej gromady Dobrów z powiatu staszowskiego, 
Gromada przetrwała do końca 1972 roku, czyli do kolejnej reformy gminnej. 1 stycznia 1973 (tym razem w powiecie staszowskim) reaktywowano gminę Tuczępy (na uwagę zasługuje fakt że gmina Tuczępy obecnie znajduje się w powiecie buskim, a gminy Łubnice i Oleśnica w powiecie staszowskim; w latach 1973–75 było odwrotnie).